# Lotti Ruckstuhl-Thalmessinger
Lotti Ruckstuhl-Thalmessinger (geboren am 2. Mai 1901 in Ulm; gestorben am 8. Juni 1988 in Wil, St. Gallen) war eine Schweizer Juristin und Frauenrechtlerin.

## Leben
Lotti Thalmessinger war eine der beiden Töchter des Arztes Viktor Thalmessinger und dessen Frau Katharina, geborene Michel. Der Vater war deutscher und jüdischer Abstammung und erwarb 1911 für sich und seine Familie die britische Staatsangehörigkeit. Sie verbrachte ihre Kindheit in Südafrika. 1914 reiste ihre Mutter allein mit den beiden Töchtern in die Schweiz in der Absicht, Lotti Ruckstuhls ältere Schwester in einem Mädchenpensionat unterzubringen. Der Erste Weltkrieg brach aus und die dreiköpfige Familie beschloss, in der Schweiz zu bleiben. Dies, nachdem die Rückreise nach Südafrika kriegsbedingt stark erschwert worden wäre und der Vater plötzlich an einer Sepsis verstarb, die er sich bei seiner Berufsarbeit als Arzt zugezogen hatte. Nach dem Besuch der Sekundarschule absolvierte sie die Gymnasialabteilung der Töchterschule (heute: Kantonsschule Hohe Promenade) in Zürich. Ihre Matura legte sie in ebenfalls dort ab, wo sie auch Rechtswissenschaft und Volkswirtschaftslehre studierte und 1930 bei August Egger promovierte. Neben dem Studium arbeitete sie von 1921 bis 1928 als Direktionssekretärin bei The American Express Co.Inc. in Zürich (in Teilzeit). 1930 erwarb sie das Schweizer Bürgerrecht. 1933 erhielt sie das Patent als Rechtsanwältin und wurde Auditorin am Bezirksgericht Zürich. Von 1933 bis 1937 beriet sie die Verkaufsstelle Schweizerischer Papierfabriken, Luzern.
1936 verheiratete sie sich mit dem Arzt Friedrich Ruckstuhl, der drei Kinder aus seiner ersten Ehe mit in die Ehe brachte.
Sie trat 1930 dem Schweizerischen Verband der Akademikerinnen sowie dem Schweizerischen Katholischen Frauenbund (SKF) bei. Dort regte sie Diskussionen zu politischen Fragen an und war 1948 Mitbegründerin der juristischen Kommission des SKF. Neben dem Abfassen von Eingaben an kantonale und eidgenössische Behörden war sie journalistisch tätig und hielt Vorträge (u. a. über Kranken- und Mutterschaftsversicherung, eheliche Güterverhältnisse oder Zivilschutz). Ruckstuhl wirkte auch bei der Schweizerischen Ausstellung für Frauenarbeit (SAFFA) von 1958 mit und war von 1960 bis 1968 Präsidentin des Verbands für Frauenstimmrecht in der Schweiz. Auf Wunsch eines Verlags erarbeitete sie ein Manuskript im Hinblick auf die geplante neue Abstimmung über das Frauenstimmrecht. Es trug den provisorischen Titel "Die Tragikomödie vom Frauenstimmrecht in der Schweiz", von einer Veröffentlichung sah der Verlag dann aber ab aus Angst, den Gegnern der Vorlage damit womöglich in die Hände zu arbeiten und die Befürworterinnen und Befürworter zu verstimmen. Bis in die 1970er Jahre vertrat sie den SKF in eidgenössischen Gremien zuerst zum Familienrecht, später in Finanzfragen. Seit 1964 war sie Vorstandsmitglied der International Alliance of Women. 1978 erhielt sie den Ida-Somazzi-Preis.
Ruckstuhls Buch "Frauen sprengen Fesseln" erschien rechtzeitig zum 75-jährigen Bestehen des Schweizerischen Verbandes für Frauenstimmrecht 1986. Darin wird der Hürdenlauf zum Frauenstimmrecht und zur politischen Gleichberechtigung der Frauen faktenbasiert und detailliert festgehalten.

## Publikationen (Auswahl)
- Die Schweizer Frau – ein Chamäleon? Vom Wechsel ihres Namens und Bürgerrechts. Interfeminas-Verlag, Benglen 1976.
- Frauen sprengen Fesseln. Hindernislauf zum Frauenstimmrecht in der Schweiz. Interfeminas-Verlag, Bonstetten 1986.